# Иван Ћиро Буковић
Иван Ћиро Буковић (Подвиње,  код Славонског Брода, 8. август 1915 — Загреб, 25. април 1989) био је учесник Народноослободилачке борбе, привредни публицист и друштвено-политички радник СР Хрватске и СФР Југославије.

## Биографија
Револуционарном радничком покрету приступио као браварски радник у Фабрици вагона у Славонском Броду, где је био један од организатора штрајка. У чланство Комунистичке партије Југославије ступио је 1937. године. 
Од 1941. године прикључио се Народноослободилачкој борби. Учествовао је у организовању оружаног устанка у Славонији. Током рата био је секретар Котарског комитета КПХ за Славонски Брод, секретар Окружног комитета КПХ Осијек и организациони секретар Обласног комитета КПХ за Славонију.
Након ослобођења, обављао је руководеће дужности у влади НР Хрватске и привредним организацијама:
- помоћник министра трговине и опскрбе
- министар за државне набавке
- члан Извршног већа Сабора НР Хрватске
- директор Дирекције здружене пољопривреде
- заменик председника Савета за пољопривреду и шумарство НР Хрватске
- председник Главног савеза пољопривредних задруга Хрватске
- председник Савеза пољопривредно-шумарских комора Југославије
- председник Привредне коморе НР Хрватске
- председник Привредног већа Сабора СР Хрватске

Више пута биран за посланика у Сабору НР Хрватске и Савезној скупштини. На Трећем конгресу КПХ 1954. изабран је за члана Централног комитета КПХ, а на Петом конгресу 1965. за члана Извршног комитета ЦК СКХ. Био је члан Главног одбора ССРНХ и Савета федерације.
Преминуо је 25. априла 1989. године. Сахрањен је на гробљу Мирогој у Загребу.
Носилац је Партизанске споменице 1941. и других југословенских одликовања, међу којима је Орден заслуга за народ са златним зрацима.

## Публицистика и дела
Бавио се актуелним питањима југословенске привреде. Издао је више књига и студија о привредном систему и могућностима развоја пољопривреде у Југославији те као резултат студијског путовања у САД и Канаду 1959. књиге „Неке новије тенденције пољопривреде и шумарства САД и Канаде” и „Сусрети у Америци”. Чланке и расправе о питањима аграра, дохотка и расподеле према раду тискао је у периодицима „Господарски лист” (1956, 1957), „Привредни вјесник” (1963–1968), „Наше теме” (1964), „Економски преглед” (1967), „Привредни преглед” (1967, 1969) и остали.
Његова дела су:
- Прилог питању привредног рачуна и организације рада у сељачким радним задругама. Загреб 1951.
- О социјалистичким пољопривредним господарствима. Загреб 1957.
- Сељак и социјализам. Загреб 1959.
- Достигнућа у пољопривреди и шумарству. Београд 1961.
- Произвођачи и привредни систем. Прилог дискусији »О неким проблемима привредног система«. Загреб 1963, (Производачи и самоуправно друштво) 1977.
- За нове друштвене односе у нашој привреди. Загреб 1965.
- Актуални проблеми наше пољопривреде. Изабрани говори и чланци. Београд—Загреб 1967.
- Тржиште пољопривредних производа. Стање, проблеми и приједлози. Загреб 1968.

Издавачка кућа „Диспут” издала је 2023. године у Загребу његове дневнике које је водио од 1961. до 1989. године, под називом „Мислим си ја своје: Избор из дневника од 1961. до 1989. године” (у два тома).